# Brèches
Brèches é uma comuna francesa na região administrativa do Centro, no departamento Indre-et-Loire. Estende-se por uma área de 11,48 km². Em 2010 a comuna tinha 226 habitantes (densidade: 19,7 hab./km²).